# Moyen nacré
Fabriciana adippe
Espèce
Le Moyen nacré (Fabriciana adippe, anciennement Argynnis adippe) est une espèce paléarctique de lépidoptères (papillons) de la famille des Nymphalidae et de la sous-famille des Heliconiinae.

## Description

### Papillon
L'imago du Moyen nacré est un papillon de taille moyenne à grande. Le dessus des ailes a un fond fauve orangé orné de nombreuses taches noires, notamment une série de chevrons submarginaux, une série de taches postdiscales rondes, puis des dessins discaux et basaux plus linéaires. Le mâle possède deux épais traits androconiaux sur les nervures 2 et 3 de l'aile antérieure.
Le revers des ailes antérieures est similaire au dessus, mais avec l'apex jaune, tandis que le revers des ailes postérieures a un fond jaune orné de nombreuses taches nacrées (absentes chez la forme cleodoxa) et d'une série de taches postdiscales brun-roux pupillées de bleu argenté.

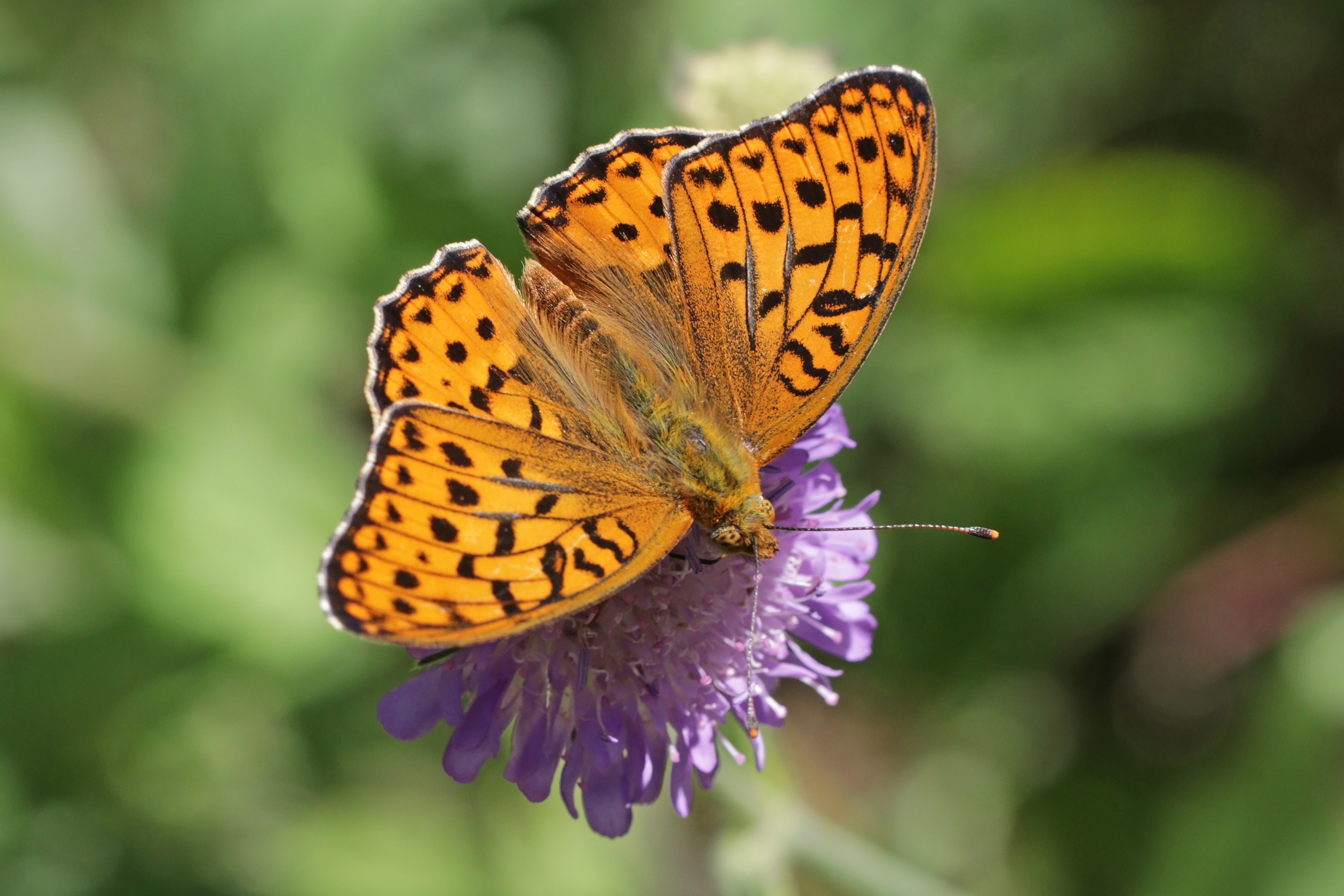
Dessus d'un mâle, Suède.
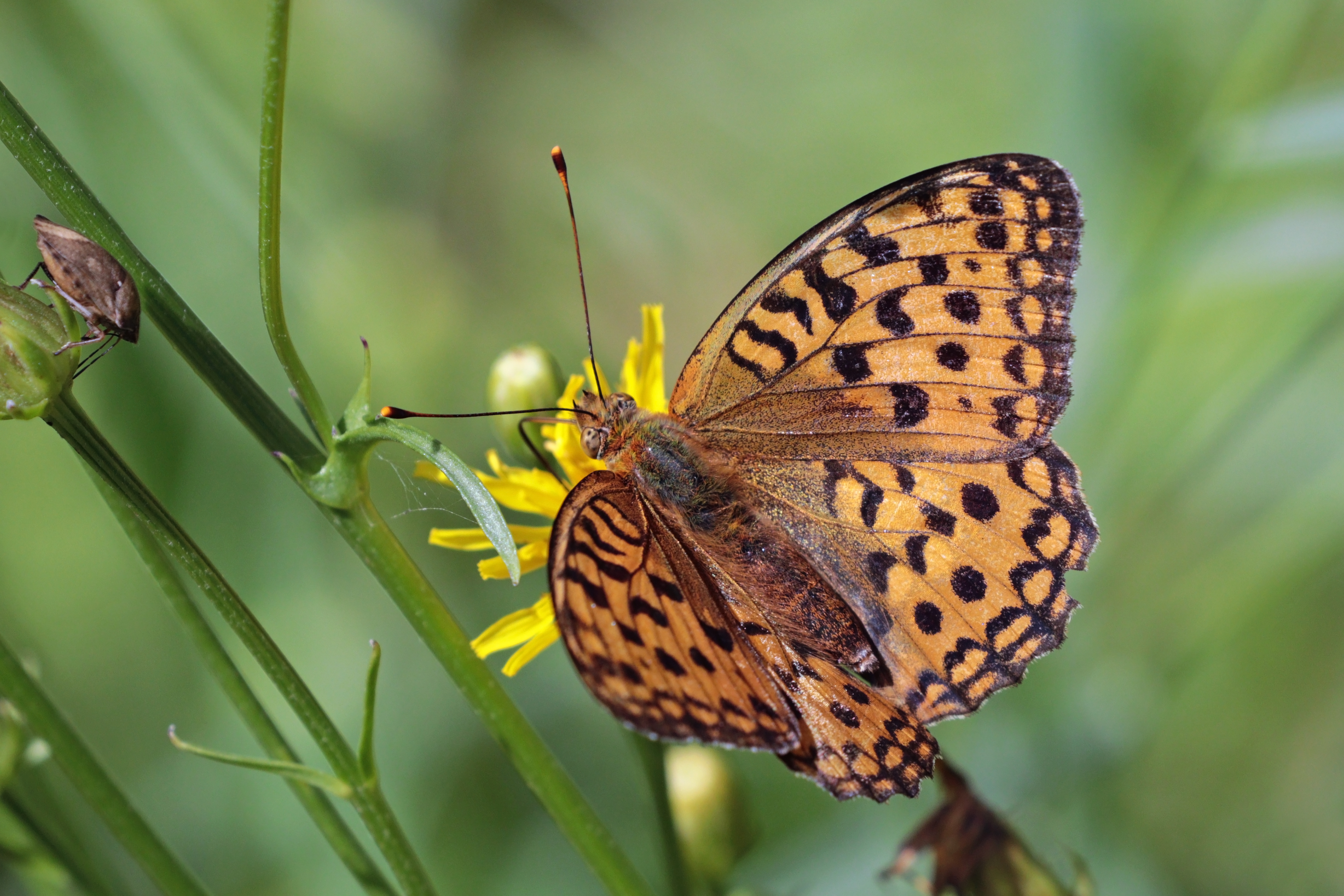
Dessus d'une femelle, Hongrie.
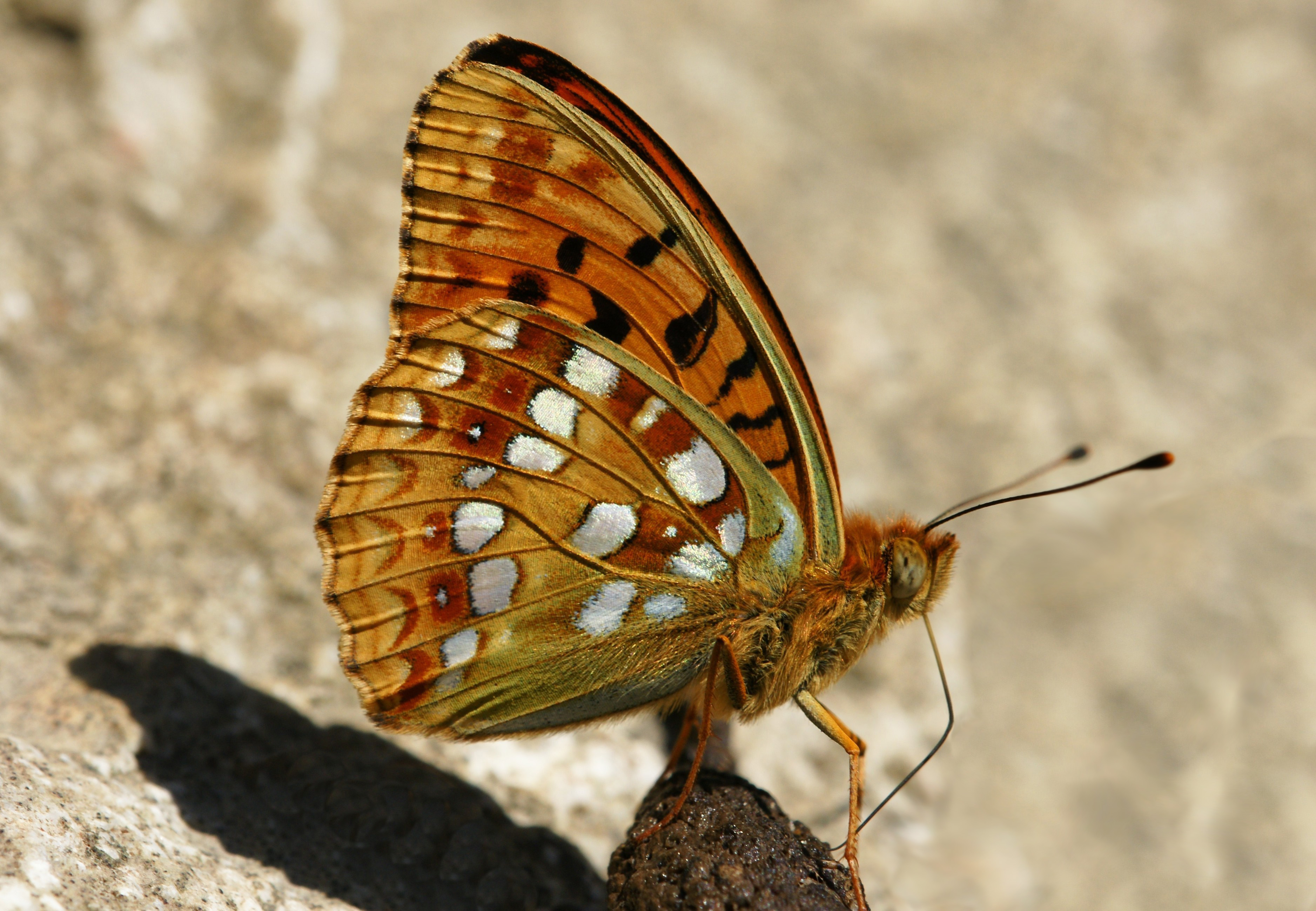
Revers de la forme nominale, Autriche.
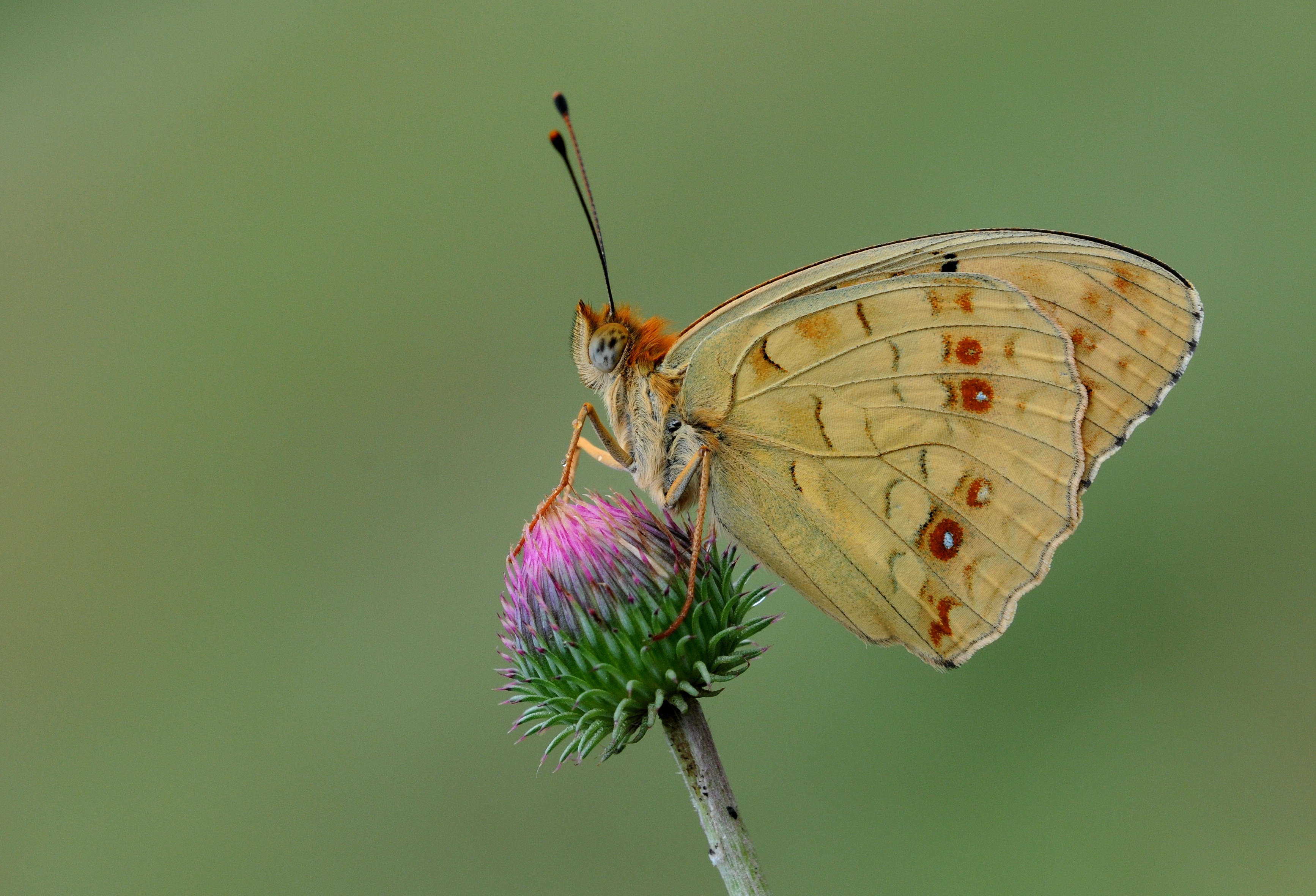
Revers de la forme cleodoxa, Turquie.

#### Confusions possibles
L'ornementation du dessus des ailes du Grand nacré ressemble à celle de plusieurs autres espèces de Nacrés, tout particulièrement le Grand nacré et le Chiffre, qui peuvent le côtoyer. Il s'en distingue principalement par son ornementation différente au revers de l'aile postérieure.

### Chenille
La chenille a la tête brune, le corps brun-roux orné d'une ligne dorsale blanchâtre entre des dessins noirs, et des scolis rosâtres à roux.

## Biologie

### Phénologie
Le Moyen nacré vole en une génération, entre juin et août en fonction de la localisation.
Il hiverne au stade de chenille formée dans l'œuf.

### Plantes hôtes
Les plantes hôtes sont des violettes, en particulier Viola canina, Viola odorata, Viola hirta, Viola tricolor et Viola riviniana,.
Les œufs sont pondus sur les feuilles de la plante hôte.

## Distribution et biotopes
Le Moyen nacré est largement répandu dans l'écozone paléarctique : il est présent dans toute l'Europe, excepté les régions les plus septentrionales comme le Nord de l'Angleterre et de la Scandinavie, et dans toute l'Asie tempérée (excluant la partie la plus au sud) jusqu’au Japon.
En France métropolitaine, il a été recensé dans presque tous les départements, mais est absent de Corse, et il a disparu de Bretagne, de Normandie et de Picardie,. 
Il réside sur les prairies humides et les pentes herbues.

## Systématique
L'espèce actuellement appelée Fabriciana adippe a été décrite par les entomologistes allemands Johann Nepomuk Cosmas Michael Denis et Ignaz Schiffermüller en 1775, sous le nom initial de Papilio adippe. De nombreuses sources la citent encore sous le nom d’Argynnis adippe, mais une étude de phylogénétique moléculaire a récemment conduit à la replacer dans le genre Fabriciana.

### Synonymes
- Papilio adippe [Denis & Schiffermüller], 1775 — protonyme
- Papilio cydippe Linnaeus, 1761[6] — nom rejeté
- Papilio phryxa Bergträsser, 1780
- Papilio syrinx Borkhausen, 1788
- Papilio aspasia Borkhausen, 1788
- Argynnis chlorodippe de Villiers & Guenée, 1835

### Sous-espèces
Selon FUNET Tree of Life (25 septembre 2019) :
- Fabriciana adippe adippe ([Denis & Schiffermüller], 1775) — de l'Europe centrale aux monts Saïan.
- Fabriciana adippe pallescens (Butler, 1873) — au Japon et dans les îles Kouriles.
- Fabriciana adippe taurica (Staudinger, 1878)
- Fabriciana adippe tianschanica (Alpheraky, 1881)
- Fabriciana adippe locuples (Butler, 1881) — au Japon.
- Fabriciana adippe ornatissima (Leech, [1892])
- Fabriciana adippe chrysodippe (Staudinger, 1892)
- Fabriciana adippe norvegica (Schultz, 1904) — dans le Nord de l'Europe et en Sibérie.
- Fabriciana adippe thalestria (Jachontov, 1909) — dans le Caucase.
- Fabriciana adippe chalciope (Jachontov, 1909) — dans le Caucase.
- Fabriciana adippe garcila (Fruhstorfer, 1910) — dans le Sud de l'Europe.
- Fabriciana adippe zarewna (Fruhstorfer, 1912)
- Fabriciana adippe kurosawae (Matsumura, 1915) — au Japon
- Fabriciana adippe elwesi Reuss, 1921
- Fabriciana adippe alaiensis (Reuss, 1921)
- Fabriciana adippe martini Reuss, 1922
- Fabriciana adippe bischoffi Reuss, 1922
- Fabriciana adippe taliana Reuss, 1922
- Fabriciana adippe satakei (Nakahara, 1926)
- Fabriciana adippe chinensis Belter, 1931
- Fabriciana adippe chayuensis Huang, 2001
- Fabriciana adippe milina Lang, 2009

## Noms vernaculaires
- En français : le Moyen nacré[7].
- En anglais : high brown fritillary[8].
- En allemand : Feuriger Perlmuttfalter[9].

## Protection
L'espèce n'a pas de statut de protection particulier au niveau européen ou en France, mais elle est protégée au Royaume-Uni.